# Iglesia de la Ascensión de Jesús
La Iglesia de la Ascensión de Jesús (en macedonio: Црква Св. Спас) Es una Iglesia Ortodoxa de Macedonia en Skopie, Macedonia del Norte. Está situada al este de la fortaleza de Kale.
La iglesia fue construida en el siglo XVI y es de tres naves, con arcos y cubierta con cúpulas. En el oeste se encuentra la galería para las mujeres. En la pared sur, durante la reparación del año litúrgico 1963-1964 se descubrió una pintura plana que data del siglo XVI-XVII. Durante el siglo XIX la iglesia obtuvo su aspecto actual. En 1824 se completó el iconostasio; este y los iconos fueron hechos por las cooperativas y comerciantes de Skopie.